# Крымское сельское поселение (Мясниковский район)
Крымское сельское поселение — муниципальное образование в Мясниковском районе Ростовской области.
В состав поселения входит 1 населённый пункт — село Крым.

## Население
| 2010  | 2012  | 2013  | 2014  | 2015  | 2016  | 2017  |
| ----- | ----- | ----- | ----- | ----- | ----- | ----- |
| 4933  | ↗5022 | ↗5169 | ↗5326 | ↗5559 | ↗5709 | ↗5829 |
| 2018  | 2019  | 2020  | 2021  |       |       |       |
| ↗5976 | ↗6105 | ↗6252 | ↗6394 |       |       |       |